# Linh cẩu
Họ Linh cẩu (Hyaenidae) (từ tiếng Hy Lạp cổ đại ὕiatedνα, hýaina) gồm các động vật có vú ăn thịt Dạng mèo. Chỉ 4 loài linh cẩu còn sinh tồn (trong 3 chi). Đây là họ nhỏ thứ năm trong Bộ Ăn thịt, và là một trong những họ có các loài nhỏ nhất trong Lớp Thú. Mặc dù tính đa dạng thấp, linh cẩu là loài thành phần độc đáo và quan trọng của hầu hết các hệ sinh thái châu Phi. Chúng có kích thước tương đối lớn, có nguồn gốc ở châu Phi và tiểu lục địa Ấn Độ.

## Đặc điểm
Hai chi trước dài và khỏe hơn hai chi sau. Răng khỏe, có khả năng xé được thịt rất dai. Linh cẩu được coi là một trong những loài động vật ăn thịt tham lam nhất trên cạn, có thể giết chết các loài vật to lớn như ngựa vằn, linh dương đầu bò, trâu rừng, ngoài ra khả năng chạy nhanh cũng cho phép linh cẩu truy đuổi được cả những loài chim ở khoảng cách gần tuy vậy, Linh cẩu hiếm khi tự đi săn mồi mà chủ yếu theo sau các động vật săn mồi khác như sư tử, báo... và cướp lấy thức ăn của chúng. Bởi vì cơ thể linh cẩu không hoàn hảo cho việc đi săn giống sư tử hay báo nên chúng rất khó có thể tự khống chế hay giết hại con mồi, buộc phải dựa vào các loài khác để bổ sung thức ăn. Linh cẩu cũng biết theo dõi và lợi dụng động vật ăn xác chết như kền kền để xác định vị trí của những cuộc đi săn thành công.
Tại châu Phi, linh cẩu hay đụng độ với sư tử, thường là khi linh cẩu nhòm ngó con mồi sư tử đã săn được. Tuy vậy, các cuộc đụng độ giữa chúng hiếm khi đẫn đến mất mạng, bởi linh cẩu thường cướp mồi theo bầy đàn nhân lúc sư tử sơ hở và giải cứu cá thể trong đàn đang bị tấn công. Sư tử đa phần sẽ chỉ tấn công với mục đích bảo vệ thức ăn.
Với tính tham lam, liều lĩnh, hàm răng sắc nhọn và lối sống bầy đàn, một đàn linh cẩu có thể chiến thắng và giết chết sư tử khi một cá thể trong đàn bị tấn công nhờ vượt trội về số lượng, hoặc chúng tấn công những cá thể sư tử bị lạc đàn, già yếu, bị thương. Bên cạnh đó, linh cẩu, kể cả khi đơn độc, cũng rất thích gây sự và cuỗm mồi săn của báo săn, bởi báo, với cơ thể mảnh dẻ và bé hơn, thường bỏ chạy mỗi khi linh cẩu trưởng thành tiếp cận.

## Phân loại
Phân loại dưới đây là nguyên thủy.
Họ Hyaenidae
- Phân họ Hyaeninae (Phân họ Linh cẩu)
  - Crocuta crocuta: Linh cẩu đốm, linh cẩu cười
  - Hyaena brunnea: Linh cẩu nâu
  - Hyaena hyaena (Linh cẩu vằn)
- Phân họ Protelinae (Phân họ Sói đất)
  - Proteles cristatus: Sói đất

Tuy nhiên, danh sách dưới đây lấy theo McKenna và Bells trong Classification of Mammals, 1997 cho các chi tiền sử và Wozencraft (2005) trong Wilson và Reeders, Mammal Species of the World cho các chi còn sinh tồn. Nhóm Percrocutids, trái với phân loại của McKenna và Bells, không gộp vào đây như là một phân họ của họ Hyaenidae mà như là một họ riêng biệt gọi là Percrocutidae. Ngoài ra, chi Paracrocuta, trong đó còn loài linh cẩu nâu, không được gộp vào trong chi Pachycrocuta mà vào trong chi Hyaena. Protelinae (sói đất) không được coi là phân họ riêng mà gộp trong phân họ Hyaeninae.
- Họ Hyaenidae
  -     - †Tongxinictis (Trung Miocen ở châu Á)

  - †Phân họ Ictitheriinae
    - †Herpestides (Tiền Miocen ở châu Phi và Á-Âu)
    - †Plioviverrops (bao gồm cả Jordanictis, Protoviverrops, Mesoviverrops; Tiền Miocen tới Tiền Pliocen ở châu Âu, Hậu Miocen ở châu Á)
    - †Ictitherium (= Galeotherium; bao gồm cả Lepthyaena, Sinictitherium, Paraictitherium; Trung Miocen ở châu Phi, Hậu Miocen tới Tiền Pliocen ở Á-Âu)
    - †Thalassictis (bao gồm Palhyaena, Miohyaena, Hyaenictitherium, Hyaenalopex; Trung tới Hậu Miocen ở châu Á, Hậu Miocen ở châu Phi và châu Âu)
    - †Hyaenotherium (Hậu Miocen tới Tiền Pliocen (?) ở Á-Âu)
    - †Miohyaenotherium (Hậu Miocen ở châu Âu)
    - †Lychyaena (Hậu Miocen ở Á-Âu)
    - †Tungurictis (Trung Miocen ở châu Phi và Á-Âu)
    - †Proictitherium (Trung Miocen ở châu Phi và châu Á, Trung tới Hậu Miocen ở châu Âu)

  - Phân họ Hyaeninae
    - †Palinhyaena (Hậu Miocen ở châu Á)
    - †Ikelohyaena (Tiền Pliocen ở châu Phi)
    - Hyaena (=Euhyaena, =Hyena; bao gồm Parahyaena, Pliohyaena, Pliocrocuta, Anomalopithecus) Tiền Pliocen (?Trung Miocen) tới gần đây ở châu Phi, Hậu Pliocen (?Hậu Miocen) tới Hậu Pleistocen ở Á-Âu)
    - †Hyaenictis (Hậu Miocen ở châu Á?, Hậu Miocen ở châu Âu, Tiền Pliocen (?Tiền Pleistocen) ở châu Phi)
    - †Leecyaena (Hậu Miocen và/hoặc Tiền Pliocen ở châu Á)
    - †Chasmaporthetes (=Ailuriaena; bao gồm cả Lycaenops, Euryboas; Hậu Miocen tới Tiền Pleistocen ở Á-Âu, Tiền Pliocen tới Hậu Pliocen hay Tiền Pleistocen ở châu Phi, Hậu Pliocen tới Tiền Pleistocen ở Bắc Mỹ)
    - †Pachycrocuta (Pliocen và Pleistocen ở Phi-Á-Âu)
    - †Adcrocuta (Hậu Miocen của Á-Âu)
    - Crocuta (Linh cẩu đốm = Crocotta; bao gồm cả Eucrocuta; Hậu Pliocen tới gần đây ở châu Phi, Hậu Pliocen tới Hậu Pleistocen ở Á-Âu)
    - Proteles (Sói đất = Geocyon; Pleistocen tới gần đây của châu Phi)

## Hình ảnh

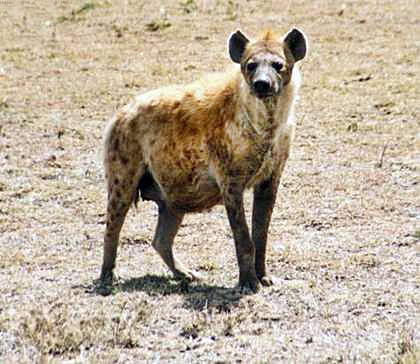
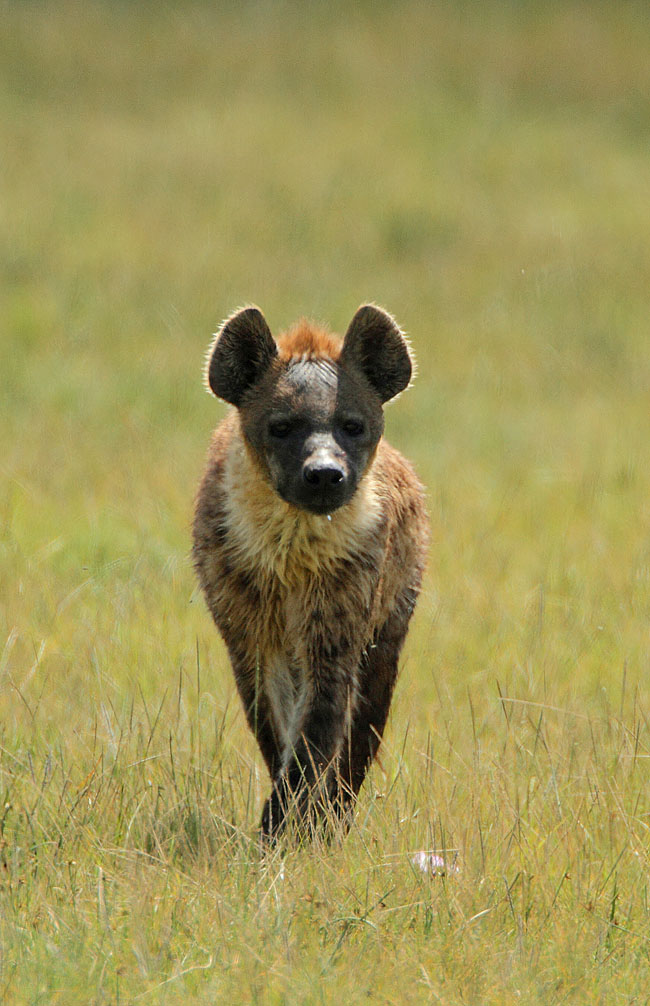
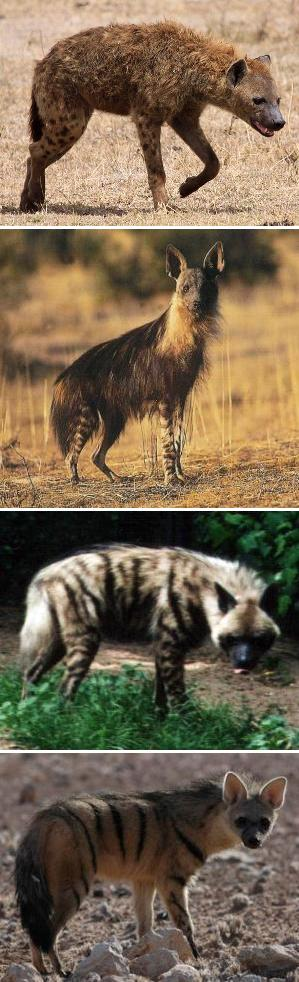
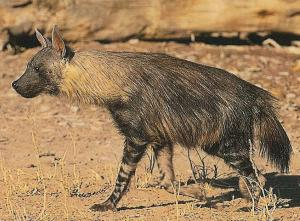
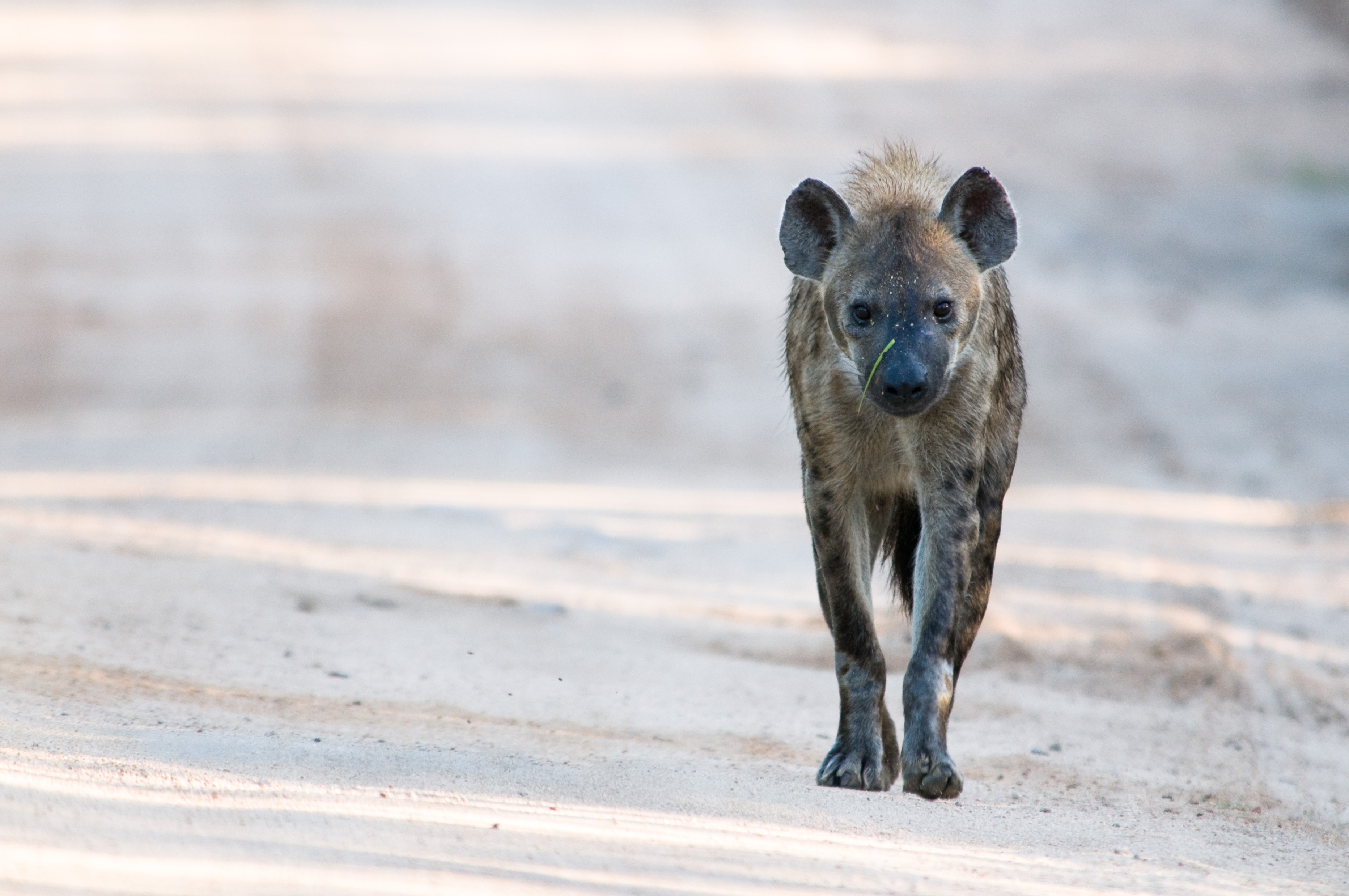
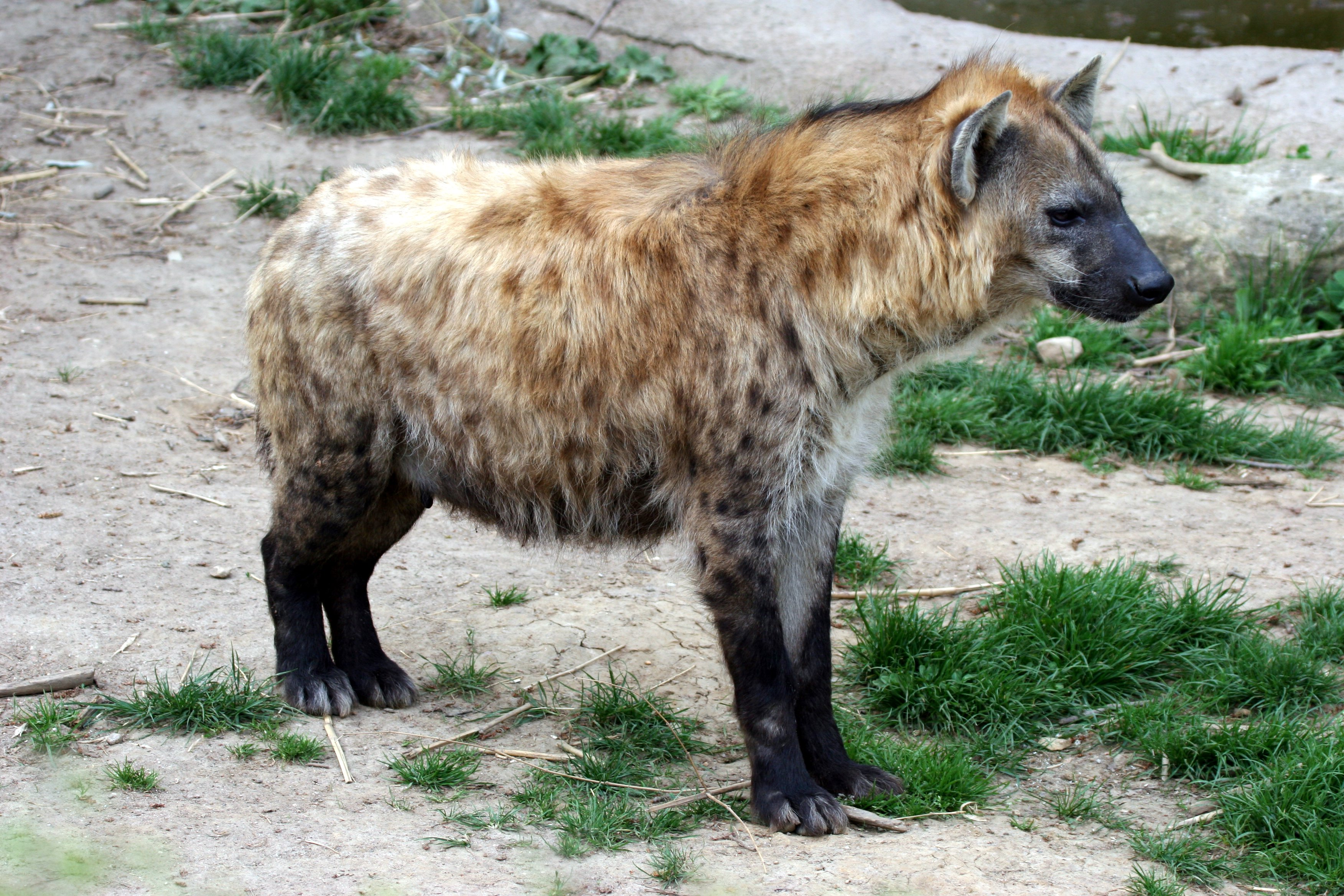